# Gosen, Niigata
Gosen (五泉市 Gosen-shi) là một thành phố thuộc tỉnh Niigata, Nhật Bản.